# Мързенци
Мързенци (на македонска литературна норма: Мрзенци) е село в община Гевгели, Северна Македония.

## География
Селото е разположено в областта Боймия, на 7 километра северно от град Гевгели.

## История
В съдебен процес от 1724 година, в който се разглежда оплакване на жителите на Авретхисарска каза срещу злоупотреби от страна на аяни при събирането на данъци, село Мързен е представлявано от своя кмет или пълномощник Алекси, син на Продан.
В XIX век Мързенци е село в Гевгелийска каза на Османската империя. В „Етнография на вилаетите Адрианопол, Монастир и Салоника“, издадена в Константинопол в 1878 година и отразяваща статистиката на населението от 1873, Мързец (Marzetz) е посочено като село с 90 домакинства и 75 жители мюсюлмани и 368 българи.
В селото в 1895 – 1896 година е основан комитет на ВМОРО.
Според статистиката на Васил Кънчов („Македония. Етнография и статистика“) от 1900 година Мързенци има 280 жители българи християни и 400 турци.
В началото на XX век почти всички жители на селото са под върховенството на в Българската екзархия. По данни на секретаря на Екзархията Димитър Мишев („La Macédoine et sa Population Chrétienne“) през 1905 година в Мързенци (Mirzentzi) има 288 българи екзархисти, 16 българи патриаршисти гъркомани и 8 българи патриаршисти сърбомани и в селото работи българско училище.
При избухването на Балканската война в 1912 година 2 души от Мързенци се записват доброволци в Македоно-одринското опълчение.
След Междусъюзническата война в 1913 година селото попада в Сърбия. Според Димитър Гаджанов в 1916 година в Мързенци живеят 324 турци и 250 българи.
На 2 април 1917 година, по време на Първата световна война (1915 – 1918) в селото е формиран 83-ти пехотен полк.
Църквата Св. св. Константин и Елена (Мързенци) е изградена в XIX век южно от селото от Андон Китанов. Вероятно е разрушена през Първата световна война и възстановена в 1936 година.
Според преброяването от 2002 година селото има 461 жители.
| Националност | Всичко |
| македонци    | 459    |
| албанци      | 0      |
| турци        | 0      |
| роми         | 0      |
| власи        | 1      |
| сърби        | 1      |
| бошняци      | 0      |
| други        | 0      |

## Личности
Родени в Мързенци
- Георгиос Ксантос, гръцки андартски деец
- Дельо Петку Топалис (? – 1898), гръцки андартски капитан
- Динка Христов Кючуков, български революционер, деец на ВМОРО[4]
- Иван Танов Линков, български революционер, деец на ВМОРО[4]
- Николаос Николцас, гръцки андартски капитан[13]
- Петър Димов Серменински, български революционер, деец на ВМОРО[4]
- Стойко Урумов и синът му Иван, български революционери, дейци на ВМОРО[4]
- Ташо Андонов Кривчев, български революционер, деец на ВМОРО[4]
- Христо Стоянов Урумов (1873 – 1923), български учител и революционер
- Христо Христов Урумов (1881 - след 1943), български учител[4] и революционер, деец на ВМОРО[14]